# Pierre Larousse
Pierre Athanase Larousse (Toucy, 23 de outubro de 1817 – Paris, 3 de janeiro de 1875) foi um pedagogo e pedagogista, editor e enciclopedista francês. Sua sepultura se encontra no cemitério de Montparnasse.

## Início da vida
Pierre Larousse nasceu em Toucy, onde seu pai era ferreiro. Aos dezesseis anos, ele ganhou uma bolsa de estudos na escola de ensino em Versalhes. Quatro anos depois, ele voltou a Toucy para lecionar em uma escola primária, mas ficou frustrado com os métodos de ensino arcaicos e rígidos. Em 1840, mudou-se para Paris para melhorar sua própria educação, fazendo cursos gratuitos.

## Carreira
De 1848 a 1851, ele lecionou em um internato particular, onde conheceu sua futura esposa, Suzanne Caubel (embora eles não tenham se casado até 1872). Juntos, em 1849, eles publicaram um curso de francês para crianças.  Em 1851, ele conheceu Augustin Boyer, outro ex-professor desiludido, e juntos fundaram a Librairie Larousse et Boyer (Livraria Larousse e Boyer). Eles publicaram livros didáticos progressivos para crianças e manuais de instrução para professores, com ênfase no desenvolvimento da criatividade e independência dos alunos. Em 1856, eles publicaram o Novo Dicionário da Língua Francesa, o precursor do Petit Larousse, mas Larousse já estava começando a planejar seu próximo projeto, muito maior. Em 27 de dezembro de 1863, o primeiro volume do grande dicionário enciclopédico, o Grand dictionnaire universel du XIXe siècle (Grande Dicionário Universal do Século 19), apareceu. Foi elogiado por Victor Hugo e tornou-se um clássico. Ainda é altamente respeitado em sua forma moderna revisada. Em 1869, Larousse encerrou sua parceria com Boyer e passou o resto de sua vida trabalhando no Grande Dicionário. O dicionário foi concluído (15 volumes, 1866-76; suplementos 1878 e 1890), pelo sobrinho de Larousse, Jules Hollier, em 1876, após a morte de Larousse (em Paris em 1875) de um derrame causado por exaustão.

## Legado de publicação
A editora Éditions Larousse ainda sobrevive, mas foi adquirida pela Compagnie Européenne de Publication em 1984, Havas em 1997, Vivendi Universal em 1998 e o Grupo Lagardère em 2002. Variantes em inglês das enciclopédias Éditions Larousse foram publicadas por muitas décadas pela Hamlyn (editora) e Prometheus Books.

## Obra
- Grand dictionnaire universel du XIXe siècle (1864-76, 15 volumes; Suplementos de 1878 e 1887), obra que veio a figurar no Índice de livros proibidos pela Igreja Católica.  Mais tarde, evoluiu para a Grande Enciclopédia Larousse distribuída pela Editora Larousse.

### Outras obras
- Traité complet d'analyse grammaticale, 1850,
- Jardin des racines grecques, 1858,
- Jardin des racines latines, 1860,
- Flore latine des dames et des gens du monde, ou clef des citations latines que l'on rencontre fréquemment dans les ouvrages des écrivains français, con un  prefacio de M. Jules Janin, Larousse y Boyer, 1861,
- Fleurs historiques des dames et des gens du monde, clef des allusions aux faits et aux mots célèbres que l'on rencontre fréquemment dans les ouvrages des écrivains français, Administration du Grand Dictionnaire, 1862,
- Nouveau Larousse illustré
- Dictionnaire complet, illustré
- L'École normale,
- Méthode lexicologique de lecture,
- Petite encyclopédie du jeune âge,
- Petite grammaire lexicologique du premier âge,
- La Lexicologie des écoles, curso completo de língua francesa e de estilo dividido em três cursos:
  - Première année: Grammaire élémentaire lexicologique,
  - Deuxième année: Grammaire complète, syntaxique et littéraire,
  - Troisième année: Grammaire supérieure,
- Exercices d'orthographe et de syntaxe,
- Le Livre des permutations,
- Dictées sur l'Histoire de France,
- Traité complet d'analyse et de synthèse logiques,
- ABC du style et de la composition,
- Miettes lexicologiques,
- Cours lexicologique de style,
- Art d'écrire,
- Nouveau Traité de versification française,
- Grammaire littéraire,
- Petite Flore latine,
- La Femme sous tous ses aspects,
- Monographie du chien,
- Les Jeudis de l'institutrice, con A. Deberle,
- Trésor poétique, con Boyer,
- Dictionnaire des Opéras, 1881, con Félix Clément.